# 瓦西坎查區
瓦西坎查區（西班牙語：Distrito de Huasicancha），是秘魯的一個區，位於該國中部胡寧大區的萬卡約省，始建於1930年4月7日，面積47.61平方公里，海拔高度3,716米，2005年人口1,103，人口密度每平方公里23人。